# HAT-P-7b
HAT-P-7b هو كوكب خارج المجموعة الشمسية مؤكد يقع على بُعد 100 سنة ضوئية تقريباً في كوكبة الدجاجة
في مدار قريب جداً من النجم HAT-P-7.كوكب HAT-P-7b مشتري حار وبسبب الحرارة الشديدة التي يتلقاها من نجمه من المتوقع أن تصل درجة حرارة نهار الكوكب 2730+150
−100 كلفن.

## الاكتشاف
اكتشف الكوكب في عام 2008 باستخدام تقنية العبور بواسطة مسبار كيبلر وكان نظام HAT-P-7 ضمن مجال رؤية مسبار كيبلر الفضائي الأولي. في أغسطس 2009، أعلن أن HAT-P-7b قد يكون في مدار تراجعي، استنادا إلى قياسات تأثير روسيتر-ماكلولين. نتيجة التبدل السريع نسبياً لطيف النجم بين الأحمر والأزرق أثناء عبور الكوكب.